# Lophotrochozoa
Lophotrochozoa (/ləˌfɒtroʊkoʊˈzoʊə/, "động vật với chóp mào/bánh xe") là một nhánh thuộc Protostomia trong taxon Spiralia. Đơn vị phân loại được thành lập như một nhóm đơn ngành dựa trên bằng chứng phân tử. Nhánh bao gồm các động vật như Giun đốt, Thân mềm, Hình rêu, và Tay cuộn.

## Đặc điểm
Liên ngành Lophotrochozoa được đặt tên theo đặc điểm riêng các thành viên; lophophore, một cấu trúc dùng để kiếm ăn bao gồm lông rung ở đỉnh thuộc các tua trên vòng miệng và giai đoạn phát triển của ấu trùng trochophore. Lophophorata như là Brachiozoa và Bryozoa có lophophore, trong khi các thành viên còn lại thuộc Trochozoa như Thân mềm và Giun đốt có ấu trùng trochophore, mặc dù một số không có.